# 甲号券
甲号券（こうごうけん）は、日本銀行券（紙幣、お札）の種類の一つ。日本銀行兌換券（金兌換）として発行されたもので、券種は、甲千円券・甲百円券・甲二十円券・甲十円券・甲五円券の5種である。
当時の様式符号は、単純に額面金額ごとの発行順（計画されていたが未発行の券種を含む）に符号が付与されていた。このため、同じ様式符号であっても近い時期の発行とは限らない。
甲号券のうち、明治30年代に発行された甲百円券・甲十円券・甲五円券の3種は、日本銀行兌換銀券の改造券の後継として発行された。その後、大正時代に甲二十円券が、昭和の終戦直後に事実上の不換紙幣として甲千円券が発行されている。甲千円券を除き、後継として乙号券が発行されている。
甲号券は全券種発行が停止されており、現在では全券種失効している。

## 甲号券の一覧
| 券種       | 表面                   | 裏面             | 発行開始日                 | 失効日                                                    | 備考 |
| ---------- | ---------------------- | ---------------- | -------------------------- | --------------------------------------------------------- | --- |
| 甲千円券   | 日本武尊、建部神社本殿 | 彩紋             | 1945年（昭和20年）8月17日  | 日本銀行券預入令により1946年（昭和21年）3月2日限りで失効  | 事実上の不換紙幣。 告示上は1942年（昭和17年）4月20日発行開始だが、しらばくは日本銀行に死蔵。 新円切替の際、証紙を貼付して新円の代用とする措置が取られ、これは1946年（昭和21年）10月31日限りで失効。 |
| 甲百円券   | 藤原鎌足、談山神社     | 日本銀行本店本館 | 1900年（明治33年）12月25日 | 兌換銀行券整理法により1939年（昭和14年）3月31日限りで失効 | 通称は「裏紫100円」。 発行当初は記号変体仮名、通し番号漢数字。 1917年（大正6年）9月1日より記番号アラビア数字のものが発行開始。                                                                      |
| 甲二十円券 | 菅原道真               | 北野天満宮拝殿   | 1917年（大正6年）11月20日  | 兌換銀行券整理法により1939年（昭和14年）3月31日限りで失効 | 通称は「横書き20円」。 |
| 甲十円券   | 和気清麻呂、護王神社   | 猪               | 1899年（明治32年）10月1日  | 兌換銀行券整理法により1939年（昭和14年）3月31日限りで失効 | 通称は「裏猪10円」。 発行当初は記号変体仮名。 1910年（明治43年）9月1日より記号アラビア数字のものが発行開始。                                                                                        |
| 甲五円券   | 武内宿禰、宇倍神社     | 彩紋             | 1899年（明治32年）4月1日   | 兌換銀行券整理法により1939年（昭和14年）3月31日限りで失効 | 通称は「中央武内5円」。 発行当初は記号変体仮名。 1907年（明治40年）頃より記号アラビア数字のものが発行開始。                                                                                         |

## 未発行券種
| 券種       | 表面     | 裏面     | 発行企画・製造等時期              | 備考                                                                                     |
| ---------- | -------- | -------- | --------------------------------- | ---------------------------------------------------------------------------------------- |
| 甲二百円券 | 武内宿禰 | 彩紋     | 1923年（大正12年）11月 - 12月製造 | 関東大震災の影響による紙幣の不足の懸念などから製造したものの、紙幣の不足はなく発行中止。 |
| 甲五十円券 | 彩紋     | 印刷なし | 1927年（昭和2年）4月製造          | 昭和金融恐慌の際に混乱沈静化のため急造されたものだが、騒ぎが収まったため発行中止。       |